# مانينغ (كارولاينا الجنوبية)

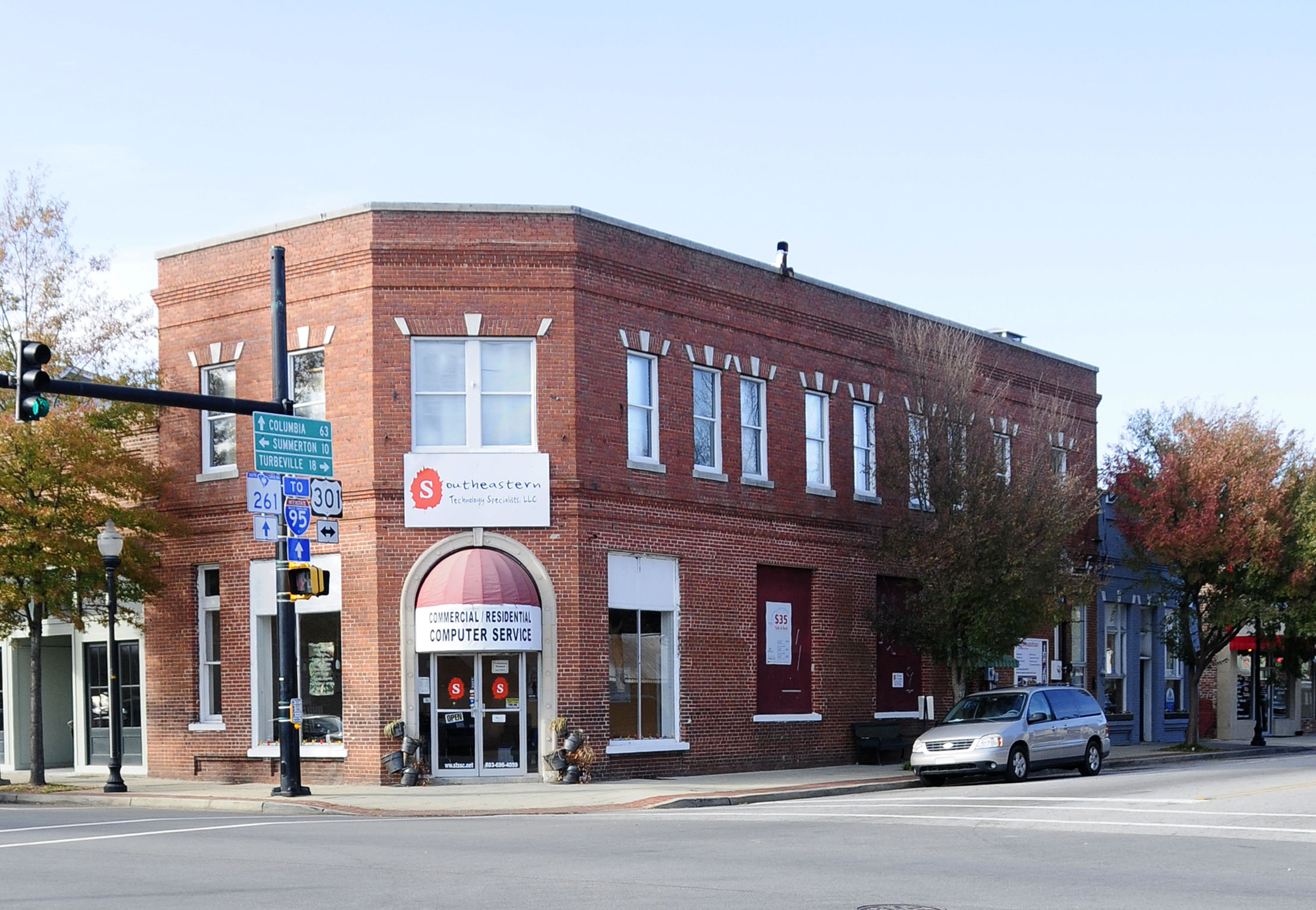

مانينغ (بالإنجليزية: Manning, South Carolina)‏ هي مدينة تقع في الولايات المتحدة في Clarendon County.  يقدر عدد سكانها بـ 4,025 نسمة ومساحتها 6.2 كم2  وترتفع عن سطح البحر 38 متر.

## التركيبة السكانية
حدّد مكتب تعداد الولايات المتحدة بيانات التركيبة السكانية لمانينغ في تعداد الولايات المتحدة. في ما يلي، التركيبة السكانية حسب تعدادي 2000 و2010.

### تعداد عام 2000
بلغ عدد سكان مانينغ 4,025 نسمة بحسب تعداد عام 2000، وبلغ عدد الأسر 1,550 أسرة وعدد العائلات 1,064 عائلة مقيمة في المدينة. في حين سجلت الكثافة السكانية 529.6 نسمة لكل كيلومتر مربع (1,371.7/ميل2). وبلغ عدد الوحدات السكنية 1,727 وحدة بمتوسط كثافة قدره 227.2 لكل كيلومتر مربع (588.4/ميل2).
وتوزع التركيب العرقي للمدينة بنسبة 35.80% من البيض و62.36% من الأمريكيين الأفارقة و0.25% من الأمريكيين الأصليين و0.62% من الأمريكيين ذوي الأصول الآسيوية و0.07% من سكان جزر المحيط الهادئ و0.40% من الأعراق الأخرى و0.50% من عرقين مختلطين أو أكثر و1.04% من الهسبانيون أو اللاتينيون من أي عرق.
بلغ عدد الأسر 1,550 أسرة كانت نسبة 38.6% منها لديها أطفال تحت سن الثامنة عشر تعيش معهم، وبلغت نسبة الأزواج القاطنين مع بعضهم البعض 35.3% من أصل المجموع الكلي للأسر، ونسبة 29.2% من الأسر كان لديها معيلات من الإناث دون وجود شريك،  بينما كانت نسبة 4.2% من الأسر لديها معيلون من الذكور دون وجود شريكة وكانت نسبة 31.4% من غير العائلات. تألفت نسبة 29.4% من أصل جميع الأسر من عدة أفراد يعيشون في نفس المنزل ونسبة 14.5% كانت تتألف من شخص يعيش بمفرده يبلغ من العمر 65 عاماً أو أكثر. وبلغ متوسط حجم الأسرة المعيشية 2.52، أما متوسط حجم العائلات فبلغ 3.10.
بلغ العمر الوسطي للسكان 36.5 عاماً. وكانت نسبة 27.8% من القاطنين تحت سن الثامنة عشر، وكانت نسبة 8.7% بين الثامنة عشر والرابعة والعشرين عاماً، ونسبة 23.2% كانت واقعةً في الفئة العمرية ما بين الخامسة والعشرين والرابعة والأربعين عاماً، ونسبة 21.2% كانت ما بين الخامسة والأربعين والرابعة والستين، ونسبة 16% كانت ضمن فئة الخامسة والستين عاماً فما فوق. يوجد لكل 100 أنثى 77.6 ذكر، ويوجد لكل 100 أنثى في الثامنة عشر من عمرها فما فوق 68.4 ذكر.
بلغ متوسط دخل الأسرة في المدينة 22,483 دولارًا، أما متوسط دخل العائلة فبلغ 26,269 دولارًا. وكان متوسط دخل الذكور 26,135 دولارًا مقابل 19,086 دولارًا للإناث. وسجل دخل الفرد الخاص بالمدينة 11,502 دولارًا. وكانت نسبة 23.8% من العائلات ونسبة 30.1% من السكان تحت خط الفقر، وكان من هؤلاء نسبة 38.5% تحت سن الثامنة عشر ونسبة 20.3% في الخامسة والستين من العمر وما فوق.

### تعداد عام 2010
بلغ عدد سكان مانينغ 4,108 نسمة بحسب تعداد عام 2010، وبلغ عدد الأسر 1,684 أسرة وعدد العائلات 1,082 عائلة مقيمة في المدينة. في حين سجلت الكثافة السكانية 540.5 نسمة لكل كيلومتر مربع (1,399.9/ميل2). وبلغ عدد الوحدات السكنية 1,902 وحدة بمتوسط كثافة قدره 250.3 لكل كيلومتر مربع (648.3/ميل2).
وتوزع التركيب العرقي للمدينة بنسبة 33.13% من البيض و62.73% من الأمريكيين الأفارقة و0.07% من الأمريكيين الأصليين و2.39% من الأمريكيين ذوي الأصول الآسيوية و0.66% من الأعراق الأخرى و1.02% من عرقين مختلطين أو أكثر و1.92% من الهسبانيون أو اللاتينيون من أي عرق.
بلغ عدد الأسر 1,684 أسرة كانت نسبة 33.1% منها لديها أطفال تحت سن الثامنة عشر تعيش معهم، وبلغت نسبة الأزواج القاطنين مع بعضهم البعض 32.5% من أصل المجموع الكلي للأسر، ونسبة 27.8% من الأسر كان لديها معيلات من الإناث دون وجود شريك،  بينما كانت نسبة 3.9% من الأسر لديها معيلون من الذكور دون وجود شريكة وكانت نسبة 35.7% من غير العائلات. تألفت نسبة 32.8% من أصل جميع الأسر من عدة أفراد يعيشون في نفس المنزل ونسبة 13.8% كانت تتألف من شخص يعيش بمفرده يبلغ من العمر 65 عاماً أو أكثر. وبلغ متوسط حجم الأسرة المعيشية 2.37، أما متوسط حجم العائلات فبلغ 3.00.
بلغ العمر الوسطي للسكان 39.2 عاماً. وكانت نسبة 23.4% من القاطنين تحت سن الثامنة عشر، وكانت نسبة 9.6% بين الثامنة عشر والرابعة والعشرين عاماً، ونسبة 22.9% كانت واقعةً في الفئة العمرية ما بين الخامسة والعشرين والرابعة والأربعين عاماً، ونسبة 27.4% كانت ما بين الخامسة والأربعين والرابعة والستين، ونسبة 16.7% كانت ضمن فئة الخامسة والستين عاماً فما فوق. وتوزع التركيب الجنسي للسكان بنسبة 45.3% ذكور و54.7% إناث.